# Humbertiella decaryi
Humbertiella decaryi är en malvaväxtart som först beskrevs av Bénédict Pierre Georges Hochreutiner, och fick sitt nu gällande namn av L.J. Dorr. Humbertiella decaryi ingår i släktet Humbertiella och familjen malvaväxter. Utöver nominatformen finns också underarten H. d. sakarahensis.